# Campeonato Mundial de Patinação Artística no Gelo de 2006
O Campeonato Mundial de Patinação Artística no Gelo de 2006 foi a nonagésima sexta edição do Campeonato Mundial de Patinação Artística no Gelo, um evento anual de patinação artística no gelo organizado pela União Internacional de Patinação (em inglês:  International Skating Union) onde os patinadores artísticos competem pelo título de campeão mundial. A competição foi disputada entre os dias 19 de março e 26 de março, no Pengrowth Saddledome, localizado na cidade de Calgary, Alberta, Canadá.

## Eventos
- Individual masculino
- Individual feminino
- Duplas
- Dança no gelo

## Medalhistas
| Evento                        | Ouro                                       | Prata                                           | Bronze                                           |
| Individual masculino detalhes | Stéphane Lambiel · Suíça                   | Brian Joubert · França                          | Evan Lysacek · Estados Unidos                    |
| Individual feminino detalhes  | Kimmie Meissner · Estados Unidos           | Fumie Suguri · Japão                            | Sasha Cohen · Estados Unidos                     |
| Duplas detalhes               | Pang Qing · Tong Jian · China              | Zhang Dan · Zhang Hao · China                   | Maria Petrova · Alexei Tikhonov · Rússia         |
| Dança no gelo detalhes        | Albena Denkova · Maxim Staviski · Bulgária | Marie-France Dubreuil · Patrice Lauzon · Canadá | Tanith Belbin · Benjamin Agosto · Estados Unidos |

## Resultados

### Individual masculino
| Pos.                                                  | Nome                 | Nacionalidade       | Pontos | QA         | QB         | PC         | PL          |
| ----------------------------------------------------- | -------------------- | ------------------- | ------ | ---------- | ---------- | ---------- | ----------- |
| Medalha de ouro                                       | Stéphane Lambiel     | Suíça               | 274.22 | 40.23 (1)  | —          | 77.41 (4)  | 156.58 (1)  |
| Medalha de prata                                      | Brian Joubert        | França              | 270.83 | —          | 34.05 (3)  | 80.31 (1)  | 156.47 (2)  |
| Medalha de bronze                                     | Evan Lysacek         | Estados Unidos      | 255.22 | 34.93 (2)  | —          | 70.32 (8)  | 149.97 (3)  |
| 4                                                     | Nobunari Oda         | Japão               | 251.21 | —          | 36.23 (1)  | 78.25 (3)  | 136.73 (5)  |
| 5                                                     | Emanuel Sandhu       | Canadá              | 249.89 | 28.95 (6)  | —          | 78.41 (2)  | 142.53 (4)  |
| 6                                                     | Jeffrey Buttle       | Canadá              | 241.59 | —          | 34.48 (2)  | 73.30 (7)  | 133.81 (7)  |
| 7                                                     | Johnny Weir          | Estados Unidos      | 235.57 | —          | 33.38 (4)  | 73.53 (5)  | 128.66 (8)  |
| 8                                                     | Alban Préaubert      | França              | 230.95 | —          | 33.18 (5)  | 61.62 (17) | 136.15 (6)  |
| 9                                                     | Li Chengjiang        | China               | 229.03 | 31.43 (5)  | —          | 73.39 (6)  | 124.21 (15) |
| 10                                                    | Ilia Klimkin         | Rússia              | 227.78 | 32.65 (3)  | —          | 68.72 (10) | 126.41 (10) |
| 11                                                    | Matthew Savoie       | Estados Unidos      | 227.41 | —          | 30.08 (8)  | 69.25 (9)  | 128.08 (9)  |
| 12                                                    | Sergei Davydov       | Bielorrússia        | 222.44 | —          | 30.83 (6)  | 66.07 (12) | 125.54 (11) |
| 13                                                    | Tomáš Verner         | República Tcheca    | 221.83 | —          | 30.28 (7)  | 67.05 (11) | 124.50 (14) |
| 14                                                    | Gheorghe Chiper      | Romênia             | 219.34 | —          | 29.10 (9)  | 64.95 (15) | 125.29 (12) |
| 15                                                    | Zhang Min            | China               | 216.59 | 32.11 (4)  | —          | 59.70 (19) | 124.78 (13) |
| 16                                                    | Anton Kovalevski     | Ucrânia             | 211.93 | 28.44 (9)  | —          | 65.67 (14) | 117.82 (19) |
| 17                                                    | Andrei Griazev       | Rússia              | 208.37 | —          | 28.83 (10) | 57.96 (21) | 121.58 (16) |
| 18                                                    | Roman Serov          | Israel              | 207.14 | 28.55 (8)  | —          | 64.36 (16) | 114.23 (20) |
| 19                                                    | Ivan Dinev           | Bulgária            | 206.86 | 27.39 (11) | —          | 60.57 (18) | 118.90 (18) |
| 20                                                    | Silvio Smalun        | Alemanha            | 206.58 | 28.55 (7)  | —          | 65.92 (13) | 112.11 (21) |
| 21                                                    | Shawn Sawyer         | Canadá              | 201.05 | 27.80 (10) | —          | 53.23 (25) | 120.02 (17) |
| 22                                                    | Gregor Urbas         | Eslovênia           | 198.54 | —          | 28.72 (11) | 59.60 (20) | 110.22 (23) |
| 23                                                    | Kristoffer Berntsson | Suécia              | 192.47 | —          | 25.89 (12) | 56.21 (23) | 110.37 (22) |
| 24                                                    | Trifun Zivanovic     | Sérvia e Montenegro | 183.05 | —          | 25.22 (14) | 56.39 (22) | 101.44 (24) |
| Não avançaram para a patinação livre / programa longo |                      |                     |        |            |            |            |             |
| 25                                                    | Karel Zelenka        | Itália              | —      | —          | 25.75 (13) | 54.66 (24) |             |
| 26                                                    | Viktor Pfeifer       | Áustria             | —      | 26.29 (12) | —          | 51.14 (26) |             |
| 27                                                    | Igor Matsipura       | Eslováquia          | —      | 25.00 (13) | —          | 50.11 (28) |             |
| 28                                                    | Jamal Othman         | Suíça               | —      | 24.91 (14) | —          | 50.15 (27) |             |
| 29                                                    | Ari-Pekka Nurmenkari | Finlândia           | —      | 23.48 (15) | —          | 49.08 (29) |             |
| 30                                                    | John Hamer           | Reino Unido         | —      | —          | 22.94 (15) | 47.00 (30) |             |
| Não avançaram para o programa curto                   |                      |                     |        |            |            |            |             |
| 31                                                    | Aidas Reklys         | Lituânia            | —      | 23.19 (16) | —          |            |             |
| 32                                                    | Sean Carlow          | Austrália           | —      | —          | 21.35 (16) |            |             |
| 33                                                    | Alper Uçar           | Turquia             | —      | —          | 19.78 (17) |            |             |
| 34                                                    | Bertalan Zakany      | Hungria             | —      | 19.25 (17) | —          |            |             |
| 35                                                    | Michael Novales      | Filipinas           | —      | —          | 19.16 (18) |            |             |
| 36                                                    | Tristan Thode        | Nova Zelândia       | —      | 18.63 (18) | —          |            |             |
| 37                                                    | Zeus Issariotis      | Grécia              | —      | 17.81 (19) | —          |            |             |
| 38                                                    | Luis Hernandez       | México              | —      | —          | 16.44 (19) |            |             |
| 39                                                    | Edward Ka-Yin Chow   | Hong Kong           | —      | —          | 15.90 (20) |            |             |
| 40                                                    | Justin Pietersen     | África do Sul       | —      | 13.78 (20) | —          |            |             |

### Individual feminino
| Pos.                                                  | Nome                    | Nacionalidade       | Pontos | QA         | QB         | PC         | PL         |
| ----------------------------------------------------- | ----------------------- | ------------------- | ------ | ---------- | ---------- | ---------- | ---------- |
| Medalha de ouro                                       | Kimmie Meissner         | Estados Unidos      | 218.33 | 28.46 (2)  | —          | 60.17 (5)  | 129.70 (1) |
| Medalha de prata                                      | Fumie Suguri            | Japão               | 209.74 | 28.47 (1)  | —          | 62.12 (2)  | 119.15 (2) |
| Medalha de bronze                                     | Sasha Cohen             | Estados Unidos      | 208.88 | 27.59 (3)  | —          | 66.62 (1)  | 114.67 (4) |
| 4                                                     | Elena Sokolova          | Rússia              | 202.27 | —          | 24.42 (6)  | 60.98 (3)  | 116.87 (3) |
| 5                                                     | Yukari Nakano           | Japão               | 195.65 | —          | 27.79 (2)  | 59.62 (6)  | 108.24 (6) |
| 6                                                     | Sarah Meier             | Suíça               | 195.11 | 24.64 (5)  | —          | 60.51 (4)  | 109.96 (5) |
| 7                                                     | Joannie Rochette        | Canadá              | 189.41 | —          | 29.28 (1)  | 56.38 (7)  | 103.75 (8) |
| 8                                                     | Emily Hughes            | Estados Unidos      | 184.75 | —          | 25.68 (3)  | 54.23 (10) | 104.84 (7) |
| 9                                                     | Susanna Pöykiö          | Finlândia           | 180.06 | 23.13 (7)  | —          | 54.28 (9)  | 102.65 (9) |
| 10                                                    | Kiira Korpi             | Finlândia           | 176.65 | —          | 25.44 (5)  | 53.32 (11) | 97.89 (10) |
| 11                                                    | Yoshie Onda             | Japão               | 172.46 | 23.39 (6)  | —          | 52.49 (12) | 96.58 (12) |
| 12                                                    | Carolina Kostner        | Itália              | 172.45 | —          | 25.64 (4)  | 48.95 (16) | 97.86 (11) |
| 13                                                    | Mira Leung              | Canadá              | 168.80 | 24.77 (4)  | —          | 49.49 (14) | 94.54 (13) |
| 14                                                    | Elene Gedevanishvili    | Geórgia             | 164.92 | —          | 20.72 (9)  | 54.55 (8)  | 89.65 (17) |
| 15                                                    | Idora Hegel             | Croácia             | 163.58 | —          | 23.26 (7)  | 48.31 (17) | 92.01 (14) |
| 16                                                    | Liu Yan                 | China               | 159.05 | —          | 21.16 (8)  | 46.17 (19) | 91.72 (15) |
| 17                                                    | Amanda Nylander         | Suécia              | 154.08 | 19.79 (10) | —          | 46.30 (18) | 87.99 (19) |
| 18                                                    | Tuğba Karademir         | Turquia             | 153.25 | 18.94 (14) | —          | 44.47 (22) | 89.84 (16) |
| 19                                                    | Arina Martinova         | Rússia              | 149.89 | 18.95 (13) | —          | 48.96 (15) | 81.98 (21) |
| 20                                                    | Galina Efremenko        | Ucrânia             | 149.65 | —          | 16.22 (14) | 44.69 (21) | 88.74 (18) |
| 21                                                    | Anastasia Gimazetdinova | Uzbequistão         | 149.43 | —          | 19.00 (11) | 49.50 (13) | 80.93 (22) |
| 22                                                    | Júlia Sebestyén         | Hungria             | 142.30 | 19.77 (11) | —          | 38.53 (24) | 84.00 (20) |
| 23                                                    | Valentina Marchei       | Itália              | 141.51 | 19.12 (12) | —          | 45.06 (20) | 77.33 (23) |
| 24                                                    | Annette Dytrt           | Alemanha            | 137.31 | —          | 19.47 (10) | 41.90 (23) | 75.94 (24) |
| Não avançaram para a patinação livre / programa longo |                         |                     |        |            |            |            |            |
| 25                                                    | Viktória Pavuk          | Hungria             | —      | 21.31 (8)  | —          | 36.34 (28) |            |
| 26                                                    | Katarina Gerboldt       | Rússia              | —      | —          | 17.58 (13) | 36.59 (27) |            |
| 27                                                    | Michelle Cantu          | México              | —      | 15.98 (15) | —          | 38.09 (25) |            |
| 28                                                    | Nadège Bobillier        | França              | —      | 19.89 (9)  | —          | 33.61 (29) |            |
| 29                                                    | Andrea Kreuzer          | Áustria             | —      | —          | 15.89 (15) | 37.43 (26) |            |
| 30                                                    | Teodora Poštič          | Eslovênia           | —      | —          | 18.96 (12) | 30.77 (30) |            |
| Não avançaram para o programa curto                   |                         |                     |        |            |            |            |            |
| 31                                                    | Miriam Manzano          | Austrália           | —      | 15.88 (16) | —          |            |            |
| 32                                                    | Roxana Luca             | Romênia             | —      | 15.53 (17) | —          |            |            |
| 33                                                    | Tammy Sutan             | Tailândia           | —      | —          | 14.83 (16) |            |            |
| 34                                                    | Sonia Radeva            | Bulgária            | —      | —          | 14.56 (17) |            |            |
| 35                                                    | Diane Chen              | Taipé Chinesa       | —      | —          | 13.66 (18) |            |            |
| 36                                                    | Ksenia Jastsenjski      | Sérvia e Montenegro | —      | —          | 13.45 (19) |            |            |
| 37                                                    | Jacqueline Belenyesiová | Eslováquia          | —      | 13.28 (18) | —          |            |            |
| 38                                                    | Choi Ji Eun             | Coreia do Sul       | —      | —          | 13.23 (20) |            |            |
| 39                                                    | Olga Zadvornova         | Letônia             | —      | —          | 12.72 (21) |            |            |
| 40                                                    | Alisa Kireeva           | Ucrânia             | —      | 12.49 (19) | —          |            |            |
| 41                                                    | Jenna-Anne Buys         | África do Sul       | —      | 12.35 (20) | —          |            |            |
| 42                                                    | Laura Fernandez         | Espanha             | —      | —          | 11.77 (22) |            |            |
| 43                                                    | Elena Muhhina           | Estônia             | —      | 10.58 (21) | —          |            |            |
| WD                                                    | Kristina Mikhailova     | Bielorrússia        | —      | — (WD)     | —          |            |            |

### Duplas
| Pos.              | Nome                                   | Nacionalidade  | Pontos | PC         | PL         |
| ----------------- | -------------------------------------- | -------------- | ------ | ---------- | ---------- |
| Medalha de ouro   | Pang Qing / Tong Jian                  | China          | 189.20 | 64.98 (2)  | 124.22 (1) |
| Medalha de prata  | Zhang Dan / Zhang Hao                  | China          | 186.42 | 65.58 (1)  | 120.84 (4) |
| Medalha de bronze | Maria Petrova / Alexei Tikhonov        | Rússia         | 186.22 | 63.04 (3)  | 123.18 (2) |
| 4                 | Rena Inoue / John Baldwin              | Estados Unidos | 183.17 | 60.90 (6)  | 122.27 (3) |
| 5                 | Valérie Marcoux / Craig Buntin         | Canadá         | 181.09 | 62.66 (4)  | 118.43 (5) |
| 6                 | Aliona Savchenko / Robin Szolkowy      | Alemanha       | 170.08 | 61.24 (5)  | 108.84 (7) |
| 7                 | Jessica Dubé / Bryce Davison           | Canadá         | 169.72 | 58.81 (7)  | 110.91 (6) |
| 8                 | Julia Obertas / Sergei Slavnov         | Rússia         | 164.16 | 55.60 (8)  | 108.56 (8) |
| 9                 | Dorota Zagórska / Mariusz Siudek       | Polônia        | 160.79 | 55.05 (9)  | 105.74 (9) |
| 10                | Tatiana Volosozhar / Stanislav Morozov | Ucrânia        | 147.90 | 50.87 (11) | 97.03 (10) |
| 11                | Marcy Hinzmann / Aaron Parchem         | Estados Unidos | 140.22 | 52.84 (10) | 87.38 (13) |
| 12                | Maria Mukhortova / Maxim Trankov       | Rússia         | 135.70 | 46.67 (12) | 89.03 (12) |
| 13                | Marylin Pla / Yannick Bonheur          | França         | 135.02 | 44.55 (14) | 90.47 (11) |
| 14                | Dominika Piątkowska / Dmitri Khromin   | Polônia        | 123.37 | 44.67 (13) | 78.70 (14) |
| 15                | Rumiana Spassova / Stanimir Todorov    | Bulgária       | 117.61 | 40.22 (16) | 77.39 (15) |
| 16                | Marina Aganina / Artem Knyazev         | Uzbequistão    | 114.52 | 41.17 (15) | 73.35 (16) |
| 17                | Stacey Kemp / David King               | Reino Unido    | 106.10 | 36.14 (18) | 69.96 (18) |
| 18                | Mari Vartmann / Florian Just           | Alemanha       | 105.49 | 32.96 (19) | 72.53 (17) |
| 19                | Julia Beloglazova / Andrei Bekh        | Ucrânia        | 104.83 | 37.80 (17) | 67.03 (19) |
| 20                | Emma Brien / Stuart Beckingham         | Austrália      | 86.84  | 31.74 (20) | 55.10 (20) |

### Dança no gelo
| Pos.                           | Nome                                    | Nacionalidade    | Pontos | DC         | DO         | DL         |
| ------------------------------ | --------------------------------------- | ---------------- | ------ | ---------- | ---------- | ---------- |
| Medalha de ouro                | Albena Denkova / Maxim Staviski         | Bulgária         | 199.14 | 38.46 (1)  | 60.94 (1)  | 99.74 (3)  |
| Medalha de prata               | Marie-France Dubreuil / Patrice Lauzon  | Canadá           | 198.69 | 38.31 (2)  | 59.81 (3)  | 100.57 (1) |
| Medalha de bronze              | Tanith Belbin / Benjamin Agosto         | Estados Unidos   | 196.74 | 37.59 (3)  | 59.65 (4)  | 99.50 (4)  |
| 4                              | Margarita Drobiazko / Povilas Vanagas   | Lituânia         | 195.87 | 36.52 (5)  | 59.60 (5)  | 99.75 (2)  |
| 5                              | Isabelle Delobel / Olivier Schoenfelder | França           | 195.44 | 37.30 (4)  | 60.02 (2)  | 98.12 (5)  |
| 6                              | Galit Chait / Sergei Sakhnovski         | Israel           | 181.29 | 34.77 (6)  | 54.59 (7)  | 91.93 (6)  |
| 7                              | Oksana Domnina / Maxim Shabalin         | Rússia           | 178.39 | 34.11 (7)  | 55.06 (6)  | 89.22 (7)  |
| 8                              | Federica Faiella / Massimo Scali        | Itália           | 172.10 | 32.60 (9)  | 51.42 (10) | 88.08 (8)  |
| 9                              | Melissa Gregory / Denis Petukhov        | Estados Unidos   | 171.06 | 32.37 (10) | 52.24 (9)  | 86.45 (10) |
| 10                             | Megan Wing / Aaron Lowe                 | Canadá           | 170.51 | 32.90 (8)  | 52.54 (8)  | 85.07 (11) |
| 11                             | Sinead Kerr / John Kerr                 | Reino Unido      | 167.83 | 30.02 (12) | 51.32 (11) | 86.49 (9)  |
| 12                             | Jana Khokhlova / Sergei Novitski        | Rússia           | 162.15 | 31.10 (11) | 46.54 (16) | 84.51 (12) |
| 13                             | Christina Beier / William Beier         | Alemanha         | 154.94 | 29.67 (13) | 46.82 (14) | 78.45 (13) |
| 14                             | Kristin Fraser / Igor Lukanin           | Azerbaijão       | 154.28 | 29.40 (14) | 46.92 (13) | 77.96 (15) |
| 15                             | Nathalie Péchalat / Fabian Bourzat      | França           | 154.00 | 29.31 (15) | 48.28 (12) | 76.41 (17) |
| 16                             | Morgan Matthews / Maxim Zavozin         | Estados Unidos   | 152.97 | 29.09 (16) | 45.59 (18) | 78.29 (14) |
| 17                             | Nozomi Watanabe / Akiyuki Kido          | Japão            | 152.96 | 28.47 (17) | 46.82 (15) | 77.67 (16) |
| 18                             | Nóra Hoffmann / Attila Elek             | Hungria          | 150.78 | 28.47 (18) | 46.10 (17) | 76.21 (18) |
| 19                             | Alexandra Kauc / Michał Zych            | Polônia          | 144.21 | 26.82 (19) | 44.24 (20) | 73.15 (19) |
| 20                             | Alexandra Zaretski / Roman Zaretski     | Israel           | 140.14 | 25.49 (24) | 43.52 (22) | 71.13 (20) |
| 21                             | Anna Zadorozhniuk / Sergei Verbillo     | Ucrânia          | 139.72 | 26.03 (21) | 43.70 (21) | 69.99 (21) |
| 22                             | Yu Xiaoyang / Wang Chen                 | China            | 136.14 | 25.71 (23) | 40.82 (23) | 69.61 (22) |
| 23                             | Elena Romanovskaya / Alexander Grachev  | Rússia           | 135.43 | 26.33 (20) | 45.17 (19) | 63.93 (24) |
| 24                             | Alla Beknazarova / Vladimir Zuev        | Ucrânia          | 132.00 | 25.72 (22) | 40.56 (24) | 65.72 (23) |
| Não avançaram para dança livre |                                         |                  |        |            |            |            |
| 25                             | Olga Akimova / Alexander Shakalov       | Uzbequistão      | —      | 23.67 (27) | 39.80 (25) |            |
| 26                             | Laura Munana / Luke Munana              | México           | —      | 24.54 (26) | 38.92 (27) |            |
| 27                             | Kamila Hájková / David Vincour          | República Tcheca | —      | 23.44 (28) | 39.41 (26) |            |
| 28                             | Natalie Buck / Trent Nelson-Bond        | Austrália        | —      | 21.41 (29) | 36.17 (28) |            |
| 29                             | Alisa Allapach / Peter Kongkasem        | Tailândia        | —      | 21.22 (30) | 34.88 (29) |            |
| WD                             | Anastasia Grebenkina / Vazgen Azrojan   | Armênia          | —      | 25.17 (25) | — (WD)     |            |

## Quadro de medalhas
| Ordem | País           | Medalha de ouro | Medalha de prata | Medalha de bronze |    | Ordem por total |
| ----- | -------------- | --------------- | ---------------- | ----------------- | -- | --------------- |
| 1     | China          | 1               | 1                |                   | 2  | 2               |
| 2     | Estados Unidos | 1               |                  | 3                 | 4  | 1               |
| 3     | Bulgária       | 1               |                  |                   | 1  | 3               |
| 3     | Suíça          | 1               |                  |                   | 1  | 3               |
| 5     | Canadá         |                 | 1                |                   | 1  | 3               |
| 5     | França         |                 | 1                |                   | 1  | 3               |
| 5     | Japão          |                 | 1                |                   | 1  | 3               |
| 8     | Rússia         |                 |                  | 1                 | 1  | 3               |
| TOTAL | TOTAL          | 4               | 4                | 4                 | 12 | —               |